# Kraton (paleis)

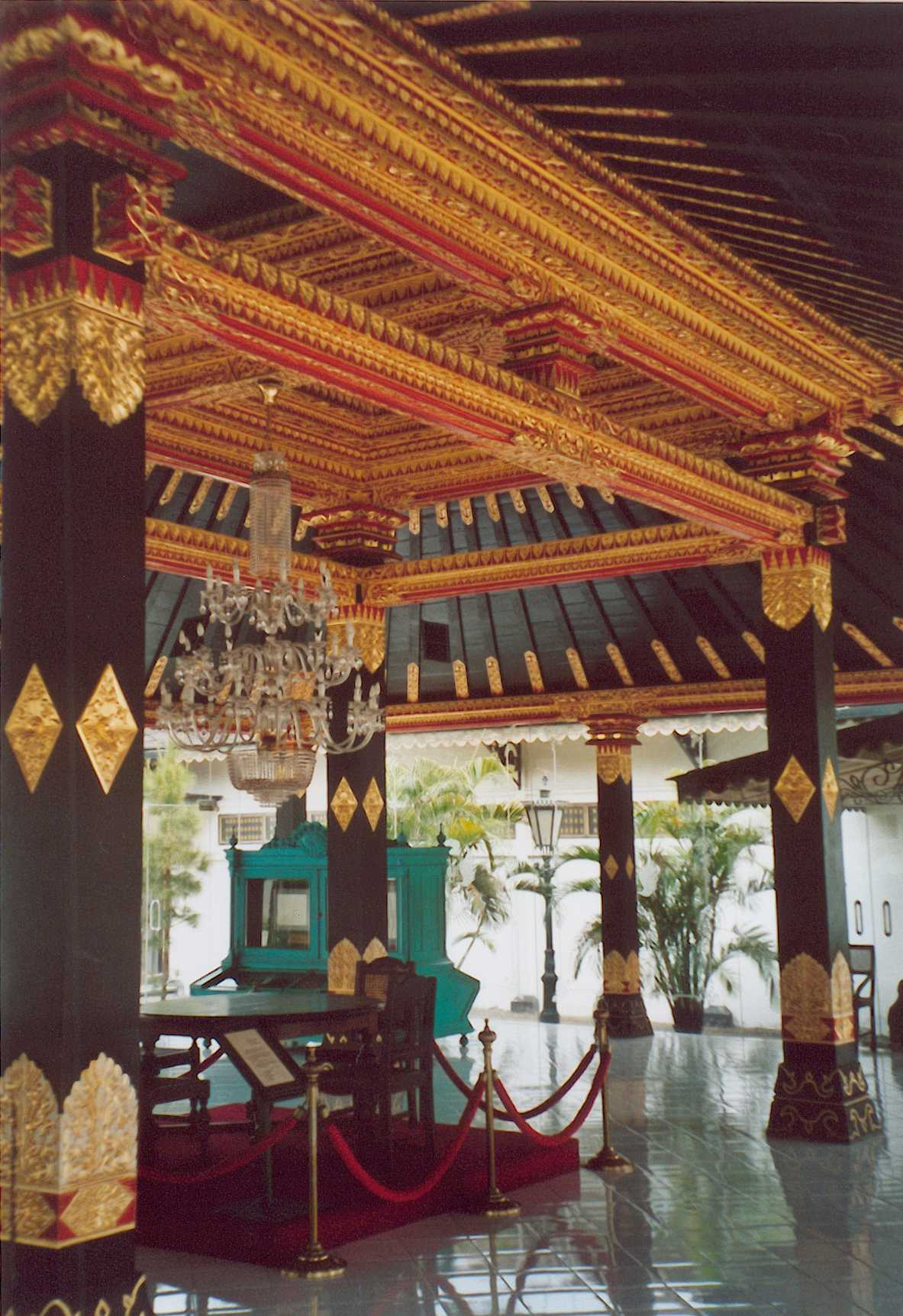
Het belangrijkste paviljoen van Kraton Ngayogyakarta Hadiningrat

Kraton of keraton is een van de twee algemene namen voor een Javaans paleis; de andere, tevens Maleise naam is istana.

## Etymologie
Het Javaanse woord kraton is te herleiden naar het woord ke-ratu-an, dat wil zeggen de plaats waar de ratu resideert. De titel ratu is een oud Austronesisch woord voor vorst, maar kraton wordt tevens als paleis gebruikt, ongeacht de vorstelijke titel.

## Bekende kratons
In Jogjakarta (Centraal-Java) bevindt zich de Kraton Ngayogyakarta Hadiningrat (paleis van Hamengkoeboewono I dat ook nu door Hamengkoeboewono X wordt gebruikt) en Puro Pakualaman (paleis van Pakualam).
Bekende paleizen in Soerakarta (Midden-Java) zijn Kraton Soerakarta Hadiningrat (paleis van Pakoeboewono II van Soerakarta tot Pakoeboewono IX van Soerakarta) en het Puro Mangkunegaran.
In het vorstendom Cirebon (op West-Java) werden Kraton Kaprabonan (zetel van een Panembahan), Kraton Kasepuhan van Cirebon, Kraton Kanoman van Cirebon, en de Kraton Kacirebonan (zetels van sultans) sinds 1662 gebruikt door vier rivaliserende takken van één aloude dynastie.

## Overdrachtelijk gebruik

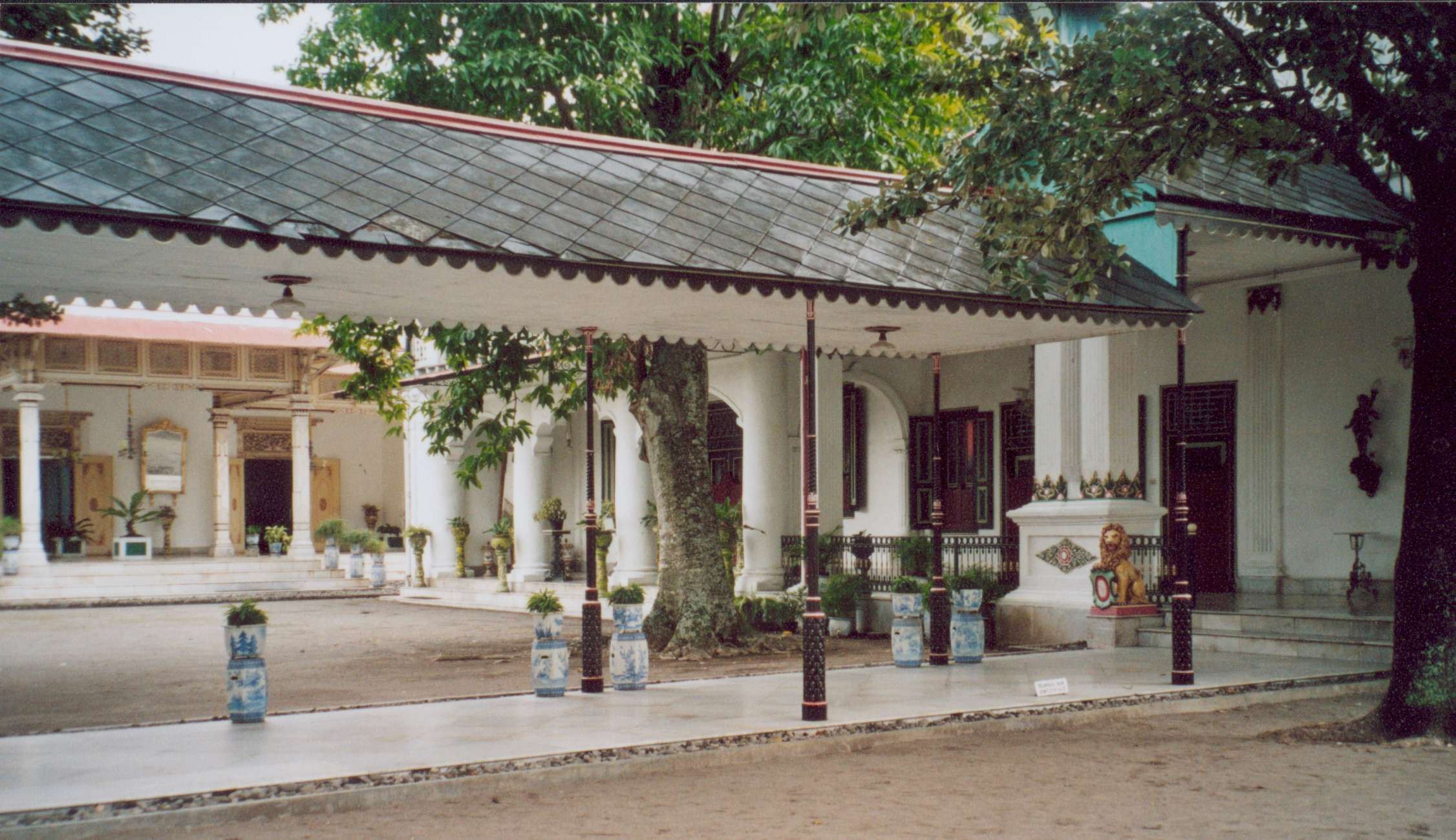
Binnenplaats van Kraton Ngayogyakarta Hadiningrat

Hoewel 'kraton' letterlijk het paleis aanduidt, wordt het ook gebruikt als metonymie voor de hofhouding die er zetelt. De kratons in Cirebon zijn hiervan een voorbeeld.